# Arash Arjomandi
Arash Arjomandi Rad (Teherán, Irán, 9 de abril de 1970) es un filósofo español, persa de nacimiento. Es, además, escritor, profesor de ética profesional en la UAB y consultor de empresas y organizaciones. Fue discípulo y colaborador de Eugenio Trías desde 1993 hasta el fallecimiento de este en 2013. Es miembro del Centro de Estudios Filosóficos Eugenio Trías de la Universidad Pompeu Fabra.

## Biografía
Nacido en Teherán, llegó a Barcelona en 1978, habiendo tenido que exiliarse en España junto a su familia tras el inicio de la Revolución Iraní. En 1994 se licenció en Filosofía por la Universidad de Barcelona, obteniendo el Doctorado en Humanidades en 2005 por la Universidad Pompeu Fabra. Desde 2005 es profesor de Ética empresarial en la Universidad Autónoma de Barcelona. 
Arjomandi ha dedicado su investigación académica a desarrollar filosofía del límite de Eugenio Trías, de quien fue alumno y colaborador. Desde hace dos décadas ha aplicado esta teoría filosófica al análisis de los problemas sociales y los retos a los que se enfrenta el mundo empresarial. Es columnista habitual de los diarios ABC, El País, El Confidencial y Expansión y contertulio del programa El Vespre en TVE. Ha sido, también, invitado al plató de la televisión de la BBC en Londres como contertulio filosófico, así como a TV3 y Tele-Madrid.
En 2005 fundó la editorial Erasmus, que publica ensayos de investigación, así como clásicos contemporáneos de ficción. Ha publicado a autores como Ramón Tamames, el científico Roger Schank, el filósofo Francis Wolff, el economista Augusto López-Claros, el fiscal de la Corte Penal Internacional, Payam Akhavan, o la bestseller  Bahiyyih Nakhjavani. En 2022, Erasmus fue adquirida por el grupo editorial Almuzara (creado por el exministro Manuel Pimentel). Desde entonces Arash Arjomandi dirige la colección de pensamiento Eón del grupo Almuzara.

## Publicaciones
• Diferencias de religión (Erasmus, 2005) junto con Eugenio Trías y Juan José Tamayo
• La Enciclopedia del Estudiante (Planeta, 2005)
• Razón y revelación (Edicions 62, 2008)
• Sentido e historia (Erasmus, 2010) junto con el historiador de religión Francisco Díez de Velasco
• El curso de la historia. Claves de razón histórico-política (Erasmus-Universidad CEU, 2011)
• Libro de Texto de Filosofia de 2º Bachillerato (EDEBÉ, 2013)
• La alquimia filosofal (Erasmus, 2014)
• Gozar la vida por medio de actos bellos (Pre-textos, 2017)
• La puerta a un mundo mejor junto con el historiador José Enrique Ruiz-Doménec (Pre-textos, 2020)
• El principio de certidumbre (Almuzara, 2023)
• Efímero (RBA, contratado, en prensa)